# 黑石集团
黑石集团（：BX）又译作“百仕通集团”，是美国著名的私人股权投资和投资管理公司，由苏世民及彼得·喬治·彼得森创建于1985年，总部位于美国纽约曼哈顿，在亚特兰大、波士顿、伦敦、杜塞尔多夫、巴黎、马德里、悉尼、东京、新加坡、北京、上海、香港、孟买和迪拜都設有办事机构。

## 收购历史
- 2016年1月，Blackstone Real Estate Partners VIII L.P.以80亿美元的价格收购了BioMed Realty Trust [1]。
- 2016年2月，黑石集团以13.4亿美元的价格将四栋办公楼卖给了道格拉斯·埃米特（Douglas Emmett）。
- 2016年4月，黑石集团收购了慧与科技（Hewlett-Packard Enterprise）在印度IT服务公司Mphasis中84％的股份。
- 2017年1月4日，黑石集团收购了音乐权利组织SESAC。
- 2017年2月10日，怡安（Aon PLC）同意以43亿美元的价格将其人力资源外包平台出售给黑石集团（Blackstone Group L.P.），创建一家名为Alight Solutions的新公司。[1]
- 2017年6月19日，黑石集团收购了The Office Group的多数股权，对该公司的估值为6.4亿美元。
- 2017年7月，黑石集团公司宣布对Leonard Green＆Partners进行投资。
- 2018年1月，黑石公司以25亿加元收购了加拿大房地产投资信托公司Pure Industrial。
- 2018年1月，黑石集团公司宣布以200亿美元的价格收购汤森路透金融与风险部门——Refinitiv 55％股份，交易于同年10月完成。
- 2018年3月，黑石房地产收入信托公司（Blackstone Real Estate Income Trust，Inc.）以18亿美元的价格从卡博特房地产（Cabot Properties）收购了2200万平方英尺的工业物业投资组合。
- 2018年3月，黑石集团的战略资本控股基金投资了Rockpoint Group。
- 2018年3月，黑石公司的Strategic Capital Holdings Fund宣布对私募股权公司Kohlberg＆Company进行投资。
- 2018年9月，该公司收购了波罗的海国家的Luminor Bank的控制权。
- 2018年10月，黑石集团宣布收购Clarus。该交易包括价值26亿美元的资产。
- 2019年3月，黑石集团购买了YES Network的少数股权。
- 2019年4月，黑石集团以3.1亿美元的价格收购了管包装公司Essel Propack的多数股权。
- 2019年6月，黑石集团宣布与加拿大退休金计划投资委员会和KIRKBI合作，以59亿英镑（约合75亿美元）的价格收购Legoland所有者梅林娱乐公司（Merlin Entertainment）。这将是黑石集团第二次拥有该公司，因为他们先前在2005年购买了该公司。[1]
- 2019年7月15日，黑石集团宣布了其计划收购领先的移动性能营销平台Vungle的计划。
- 2019年9月，黑石集团宣布同意从Centerbridge Partners购买Great Wolf Resorts 65％的控股权。他们计划成立一家价值29亿美元或以上的合资公司，以拥有该公司。
- 2019年11月8日，黑石集团（Blackstone Group）收购了约会应用Bumble所有者MagicLab的多数股权。
- 2019年11月15日，黑石集团向Future Lifestyle Fashions Ltd.的控股公司Ryka Commercial Ventures Pvt Ltd.投资了1.67亿美元。
- 2019年11月18日，黑石房地产收入信托有限公司（Blackstone Real Estate Income Trust，Inc.）通过回购交易从米高梅度假村（MGM Resorts）收购了内华达州拉斯维加斯的贝拉吉欧（Bellagio）度假村。
- 2019年11月25日，黑石集团计划投资4亿美元与瑞士制药公司Ferring合资。 该合资公司将致力于膀胱癌的基因治疗。 这笔投资是黑石集团迄今为止在药物开发方面的最大一笔投资。
- 2020年3月，黑石集团宣布将收购医疗保健软件公司HealthEdge的多数股权。这项价值7亿美元的交易已于2020年4月13日完成。
- 2020年7月，黑石集团（Blackstone）向瑞典燕麦奶品牌燕麦（Oatly）投资2亿美元，以获得该公司7％的股份，此举引起客户愤慨。
- 2020年8月，黑石宣布将以47亿美元（包括债务）收购Ancestry.com的多数股权。
- 2020年8月，黑石集团以23亿美元的价格收购了武田消费者保健公司（Takeda Consumer Healthcare）。[1]
- 2021年4月：黑石集团宣布以61亿美元收购房地产投资信托公司Extended Stay America。这是疫情期间酒店业最大的一笔交易，体现了黑石对住宿业的长期信心。
- 2021年6月：黑石同意以34亿美元收购模块化房屋建造公司Champion Home Builders。这一举措被视为黑石对住房市场的进一步投资，尤其是在住房短缺背景下。
- 2021年9月：黑石以30亿美元收购了REIT公司WPT Industrial Real Estate Investment Trust，进一步扩大其在工业物业领域的影响力。
- 2022年2月：黑石宣布以80亿美元收购PS Business Parks，这是一家主要关注商业地产的房地产投资信托公司。
- 2022年6月：黑石以43亿美元的价格收购了美国能源公司Invenergy Renewables的部分股份，显示出黑石在可再生能源领域的增长兴趣。
- 2022年11月：黑石集团以约100亿美元收购了澳大利亚赌场运营商Crown Resorts，这是该公司在亚太地区的重大投资。[2]

## 与中华人民共和国关系
据报道，中国国家外汇投资公司购买黑石集团价值30亿美元的无投票权有限合伙单位，与黑石集团拟议中的40亿美元IPO同时实施。由于国家外汇投资公司还未正式成立，所以该有限合伙单位现在由建银投资旗下的特殊目的公司北京万德福投资有限公司持有。国家外汇投资公司购买黑石股票的成本大约为每股29.605美元。
2007年9月10日，黑石与中国国有化工企业蓝星集团签约，以6亿美元入股购入蓝星20%股权。
2010年10月，黑石放弃“百仕通”名称，并将中文名称变更为“黑石”。
2011年9月26日，黑石集團宣佈将所持有的上海Channel1购物中心95%的股权出售给香港富豪郑裕彤旗下的新世界发展有限公司（价格为14.6亿元人民币），活跃于中国的房地产市场。
2012年3月2日AIG以5亿美元出售所持黑石集團（Blackstone Group，NYSE：BX）全部股份
　这部分股份占黑石集团总股份的11.7％
1998年7月以1.5億美元，取得當年尚未募股籌資的黑石集團7%股權，2010年AIG將其持有3,570萬股百仕通轉換成普通股，並出售其中1,000萬股，套現1.34億美元
物流業投資：2020年11月，黑石集團投資11億美元獲得廣州一家大型城市物流園的70%股權。這筆投資使黑石在中國的物流業務擴大到涵蓋23個城市。
數據中心投資：2022年2月，黑石集團對北京的數據中心開發商VNET集團進行了2.5億美元的投資。這筆投資顯示了黑石對中國數據中心市場的長期信心。

## 创办人

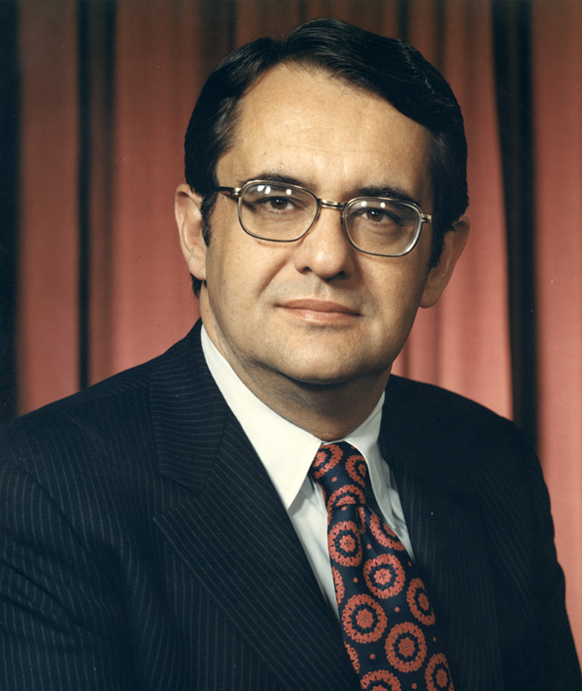
彼得·喬治·彼得森
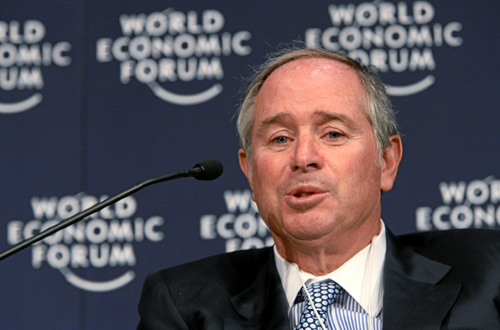
苏世民

Ralph Schlosstein, 畢業於丹尼森大學。

## 主要业务
- 私人股權投資